# Tópico frasal
Tópico frasal é a oração que introduz a ideia central a ser desenvolvida em um parágrafo.

## Origem
Expressão utilizada por  M. Garcia (GARCIA, 1988: 206) como tradução do inglês topic sentence, “tópico frasal” designa um ou dois períodos curtos iniciais que contêm a ideia-núcleo do parágrafo em texto dissertativo, descritivo ou narrativo. O tópico frasal é eficiente e prática maneira de estruturar o parágrafo, pois já de início expõe a ideia que se quer passar, a qual é comprovada e reforçada pelos períodos subsequentes. O autor diz que, embora haja outras formas de se construir parágrafo, a maioria (mais de 60%) é assim estruturada, de acordo com suas pesquisas
Acha Othon Garcia que a montagem do parágrafo dessa forma provavelmente tenha origem no raciocínio categórico-dedutivo, herança greco-latina, pois o tópico frasal constitui generalização, especificado pelos períodos seguintes. Expondo-se de saída a ideia-núcleo, a coerência e a unidade do parágrafo ficam asseguradas e dessa forma se evitam considerações desnecessárias. Em suma, fica mais fácil garantir a coesão textual do parágrafo, o que implica produzir coerência semântica e lógica nos períodos que o constituem, característica importante em texto dissertativo. Tome-se o seguinte parágrafo:
```
Em 1986, os veículos a álcool chegaram a representar 98% da linha de produção
.Os veículos a
gasolina só eram disponíveis por encomenda. Devido a medidas na área financeira, a produção de
carros a álcool hoje mal chega a 1% da frota nova. Os que restam a álcool estarão em uso por
curto tempo. O programa foi exterminado.
```

(BAUTISTA VIDAL, J. W. Brasil, civilização suicida. Brasília, Nação do Sol, 2000, p. 16.)
Observa-se que a ideia central do parágrafo é apresentada logo no princípio mediante o tópico frasal (assinalado em negrito). Este é seguido de outro período que demonstra a validade daquela ideia. Os períodos seguintes estabelecem contraste com a ideia-núcleo e corroboram afirmativa constante de parágrafo anterior.

## Tipos
Ainda segundo Othon Garcia, aprendemos que o tópico frasal pode-se apresentar sob diferentes formas, quais sejam:
- Declaração inicial – Afirma-se ou nega-se algo de início para em seguida justificar-se e comprovar-se a assertiva com exemplos, comparações, testemunhos de autores, etc. Assim:

```
Essa variedade de flores não finalizava a decoração do jardim. No centro das rosas, uma única,
uma única dama da noite, responsável por completar o toque de classe de toda aquela beleza.
```

Essa árvore transformava as noites com seu aroma profundamente sensual e invadia as casas e
```
toda a praça, o que fazia com que os amantes ficassem mais apaixonados.
```

(HERNANDES, Christina. O amigo que não perdi. Campos do Jordão, Vertente, 1997, p. 12.)
Note que no exemplo acima a declaração inicial aparece sob forma negativa, justificada pelo período seguinte. A seguir, acrescentam-se mais informações a essa fundamentação: “Essa árvore…”.
- Definição – Muitas vezes, o tópico frasal apresenta-se sob a forma de definição, o que lhe confere característica didática:

```
Agê-Chálugá, Ajá e Ochanbin são deuses da medicina e muito estimados pelos nagôs. Creio que a
Ochanbin se devem referir as informações que colhi sobre os orixás contrários a Xaponã. Os
negros falam muito em Iabahim, mãe da bexiga ou varíola, e eu supus uma divinização recente da
vacina. Todavia, esta interpretação tem contra si a repugnância e relutância dos negros a se
fazerem vacinar
```

(NINA RODRIGUES, Raimundo. Os africanos no Brasil. 5. ed. São Paulo, Nacional, 1977, p. 230.)
À definição constante do tópico frasal acrescenta-se informação presente no período seguinte. Os períodos posteriores mantêm-se circunscritos ao tema do tópico.
- Divisão – A divisão é método eminentemente didático, pelo qual o tópico frasal apresenta-se na forma de sequência de elementos ou de itens, que serão desenvolvidos no mesmo parágrafo ou em parágrafos distintos. Muitas vezes, a divisão é antecedida de uma definição. Exemplo:

```
Estes são os principais pontos a destacar para a perda de peso das pessoas de tipo B:
ALIMENTOS QUE ESTIMULAM O AUMENTO DE PESO
```

```
MILHO inibe a eficácia da insulina
prejudica o ritmo metabólico
causa hipoglicemia
```

```
LENTILHA inibe a absorção adequada dos nutrientes
prejudica a eficácia metabólica
causa hipoglicemia
```

```
AMENDOIM prejudica a eficácia metabólica
causa hipoglicemia
inibe o funcionamento do fígado
```

```
Etc.”
```

(D’ADAMO, Peter J. e WHITNEY, Catherine. A dieta do tipo sangüíneo; saúde, vida longa e peso ideal de acordo com seu tipo de sangue. 8. ed. Rio de Janeiro, Campus, 1998, p. 127.)
Existem outros tipos de modos de iniciar um parágrafo na dependência de vários fatores, como a ordem das ideias, a ênfase que o escritor quer dar a determinado aspecto de sua exposição, a intenção do autor de prender a atenção do leitor, questionamentos que aquele pretende lançar, etc. Essas outras técnicas são igualmente válidas, mas sua apresentação aqui foge ao propósito desta página.
Comunicação em prosa moderna, de Othon M. Garcia, p. 206.